# Moca albodiscata
Moca albodiscata är en fjärilsart som beskrevs av Walker 1863. Moca albodiscata ingår i släktet Moca och familjen Immidae. Inga underarter finns listade i Catalogue of Life.